# Polygala curtissii
Polygala curtissii är en jungfrulinsväxtart som beskrevs av Asa Gray. Polygala curtissii ingår i släktet jungfrulinssläktet, och familjen jungfrulinsväxter. Inga underarter finns listade i Catalogue of Life.

## Bildgalleri

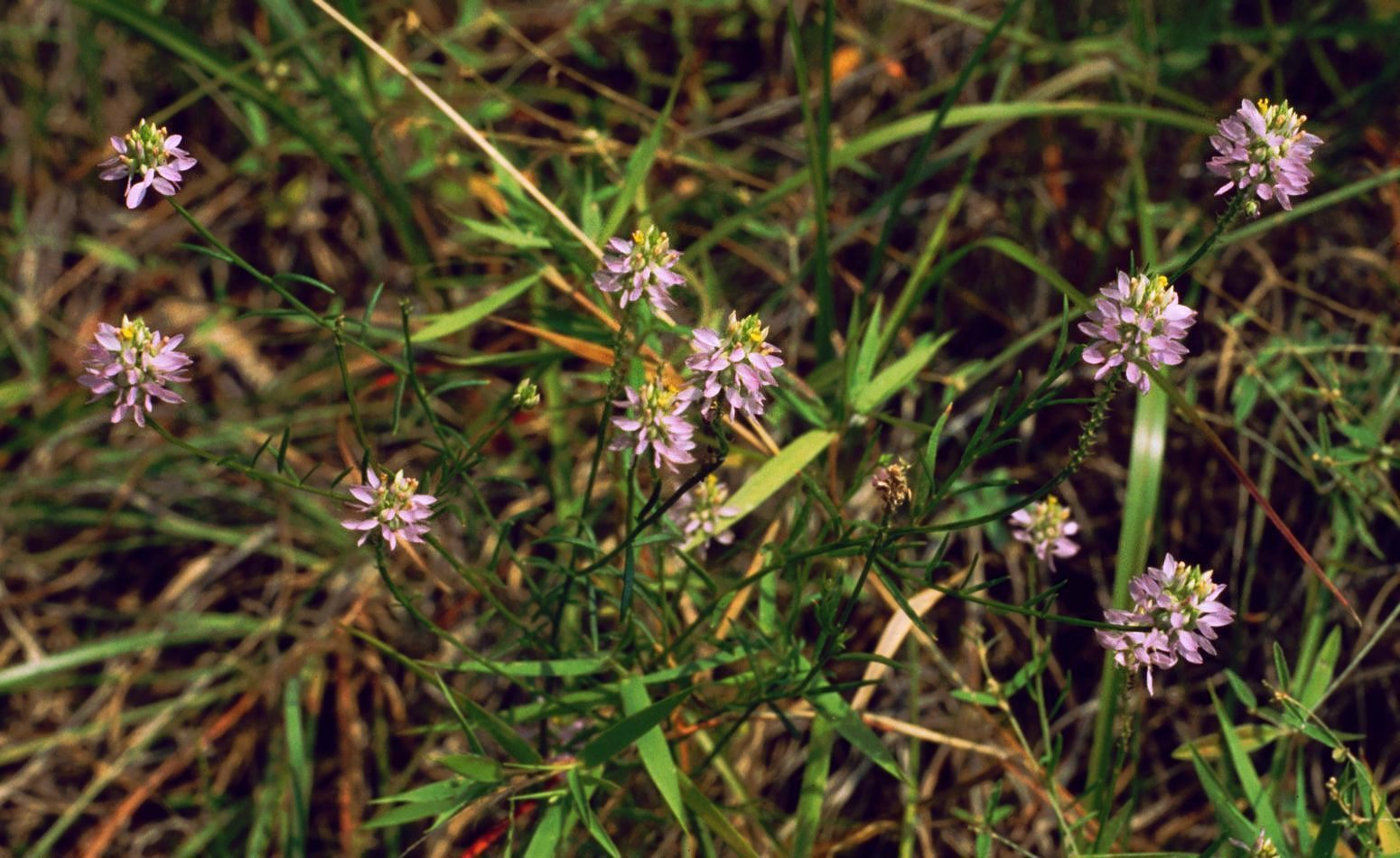